# Second concile de Dvin
Pour les articles homonymes, voir Dvin (homonymie).
Le second concile de Dvin est un concile de l'Église apostolique arménienne qui s'est tenu en 555 dans la ville arménienne de Dvin, lieu de résidence du catholicos d'Arménie.

## Contexte
À la suite de l'admission du dogme de la divinité du Christ, au cours du concile de Nicée en 325, la querelle s'était déclarée entre les nestoriens, partisans d'une dualité dans le Christ d'une personne physique et d'une personne divine, et les monophysites, ne reconnaissant que la nature divine. En 431, le concile d'Éphèse condamne les nestoriens comme hérétiques. En 451, le concile de Chalcédoine adopte une position intermédiaire en posant les deux natures du Christ, humaine et divine, en une seule personne et condamne le monophysisme.
Le nestorianisme se développe au sein de l'Église syriaque, qui devient la seconde religion officielle de l'Empire perse, car les rois sassanides considéraient comme un avantage politique à voir le nestorianisme creuser un fossé entre les chrétiens de Perse et les orthodoxes de Constantinople. De ce fait, le nestorianisme inspire la défiance du clergé arménien.
En 482, l'empereur Zénon, publie l’Henotikon, ou « Formule d'Union », dans lequel il s'efforce de mettre fin à la controverse, mais condamne le nestorianisme. En retour, il est accusé de favoriser les monophysites. En Arménie, le patriarche Babgen d'Otmous décide de convoquer en 506 le premier concile de Dvin pour délibérer de l’Henotikon et de la progression du nestorianisme dans l'Église syriaque. Les évêques d'Arménie, d'Ibérie et d'Albanie du Caucase se réunissent à Dvin et approuvent intégralement  l’Henotikon. En voulant réagir contre le nestorianisme, ils passent sous silence le concile de Chalcédoine et l’affirmation des deux natures dans le Christ.
Pendant ce temps, la vie politique romano-byzantine est troublée par les querelles entre les orthodoxes, fidèles au concile de Chalcédoine, et les monophysites, qui se réclament de l’Henotikon. Cette querelle se double d'une querelle politique entre les Bleus, qui réunissent l'aristocratie et les grands propriétaires terriens, majoritairement chalcédoniens, et les Verts, qui représentent plutôt le commerce, l’industrie et la fonction publique, plutôt monophysistes. Dès son avènement, Justin Ier, ardent chalcédonien, convoque un concile d’une quarantaine d’évêques locaux qui réaffirmèrent leur adhésion à la doctrine de Chalcédoine, et révoque l’Henotikon. 

## Le concile
Le patriarche Nersès II de Bagrévand réunit alors en 555 un nouveau concile à Dvin.
Ce concile a parfois été dit être le troisième réuni à Dvin, le deuxième l'étant en 552/553, à partir des écrits du Catholicos géorgien du IXe – Xe siècle Arseni Saparéli ; selon cette hypothèse, c'est lors de ce concile de 552/553 que les canons du concile de Chalcédoine de 451 sont rejetés par l'Église arménienne, à l'instigation d'une délégation syrienne monophysite menée par l'évêque Abdicho ; selon cette hypothèse, le concile de 555 n'aurait résulté qu'en une condamnation d'un prosélytisme nestorien en provenance de Susiane. Le concile de 552/553 n'apparaissant cependant dans aucune liste conciliaire arménienne, il s'agit vraisemblablement d'une interprétation erronée.
Le concile de 555 a été traditionnellement retenu par les historiens principalement occidentaux comme le concile ayant amené à la séparation de l'Église arménienne d'avec l'Église romano-byzantine, de par son rejet des canons du concile de Chalcédoine (d'autres, principalement arméniens, font remonter la rupture au premier concile de Dvin en 506, sous le Catholicos Babgen d'Otmous) ; les tenants de cette thèse se fondent principalement sur la Narratio de rebus Armeniae (un traité anonyme pro-chalcédonien rédigé vers 700), sur l'exposé d'Arseni Saparéli (qui ne subsiste que dans sa traduction grecque), ainsi que sur d'autres documents dont l'authenticité ou la véracité a été remise en cause depuis lors.
En effet, l'historienne Nina Garsoïan (dont le travail est qualifié d'« inestimable » par le philologue Robert W. Thomson) a mis en évidence le fait qu'aucun des écrits contemporains du concile ne mentionne de manière importante Chalcédoine : il ressort des trois écrits reprenant les actes officiels du concile repris dans le Livre des lettres (dont le « Pacte d'union ») que le but du concile était de réagir à la propagation de l'hérésie nestorienne susmentionnée, et que Chalcédoine n'est à aucun moment cité dans ses actes ; quant aux lettres dogmatiques contemporaines et liées au concile, elles ne font que citer au passage Chalcédoine. Garsoïan fait dès lors remonter la séparation — graduelle — de l'Église arménienne à 518, lorsque l'empereur Justin Ier abandonne la ligne de Zénon et de l'Henotikon.
Garsoïan note par ailleurs que les sources ultérieures relatives au concile de 555 convoqué par Nersès « y situent pêle-mêle toutes les activités et innovations du VIe siècle », comme la réforme du calendrier arménien.